# Десятинна церква
Десяти́нна це́рква, або Це́рква Успіння Пресвято́ї Богоро́диці — християнська церква, зведена на Старокиївській горі в Києві в 989—996 роках. Присвячена Успінню Пресвятої Богородиці. Вважається першою кам'яною церквою Київської Русі. Церкву зруйновано під час монгольського штурму Києва 1240 року. Залишки фундаменту Десятинної церкви разом із містом Володимира є пам'яткою національного значення. Розташовувалася біля міських воріт.

## Будівництво

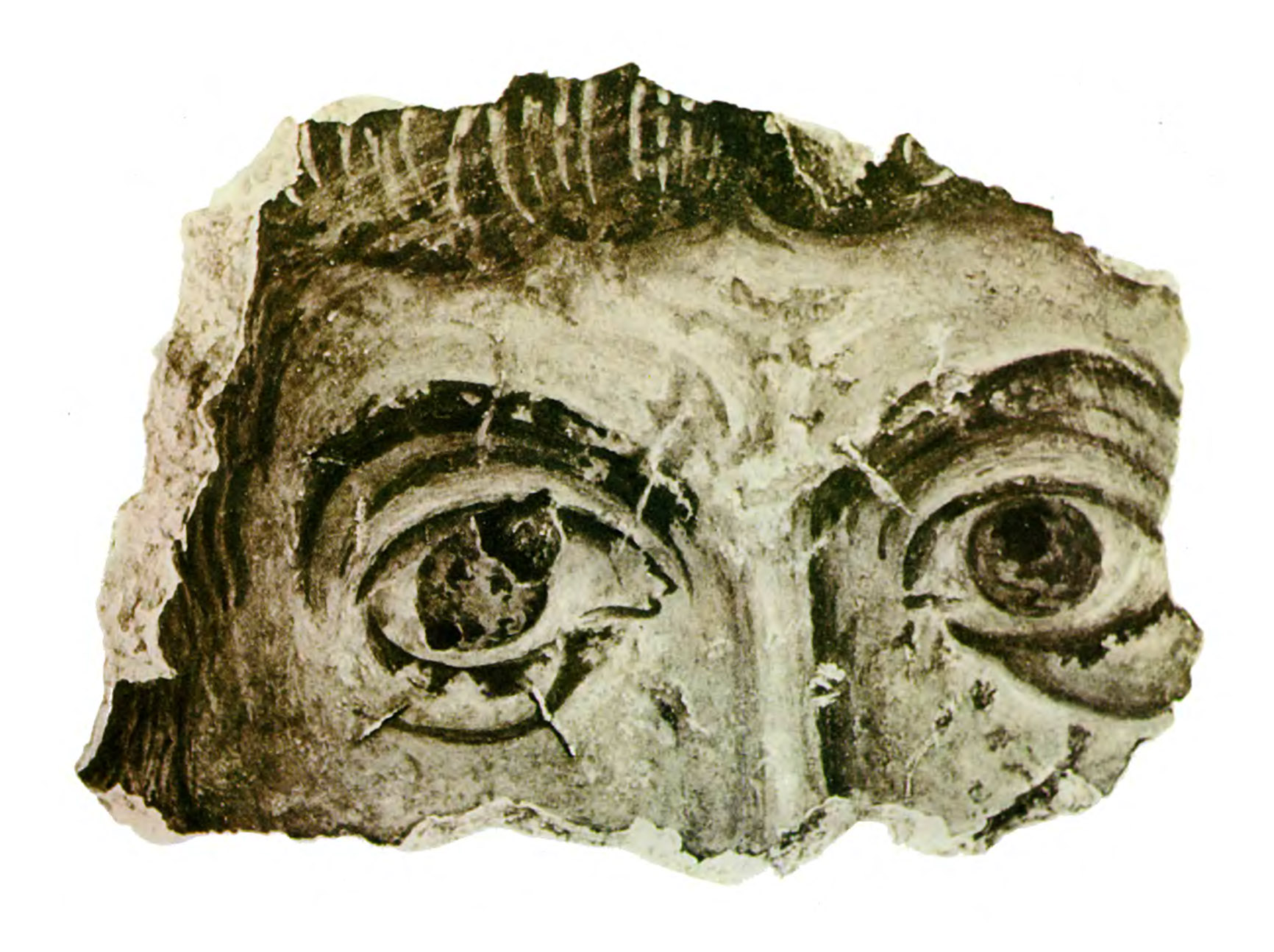
Фрагмент фрески Десятинної церкви

Споруджено Десятинну церкву в 989—996 роках на території Київського дитинця князем Володимиром Святославичем, який на її побудову та утримання виділив десяту частину своїх прибутків — десятину, звідки й походить назва церкви.
Десятинна церква була хрестовокупольним шестистовпним кам'яним храмом. На початку XI століття постраждала від великої пожежі. Згодом її відбудували та оточили з трьох боків галереями. Десятинну церкву оздоблювали мозаїки, фрески, різьблені мармурові та шиферні плити. Ікони, хрести та церковний посуд було привезено з Херсонеса Таврійського. Окрім головного престолу, церква мала ще два приділи — святих Володимира та Миколая.
У Десятинній церкві містилася княжа усипальниця, де поховано Володимира Святославича та його дружину — візантійську царівну Анну. Сюди було перенесено з Вишгорода прах княгині Ольги.

## Руйнування

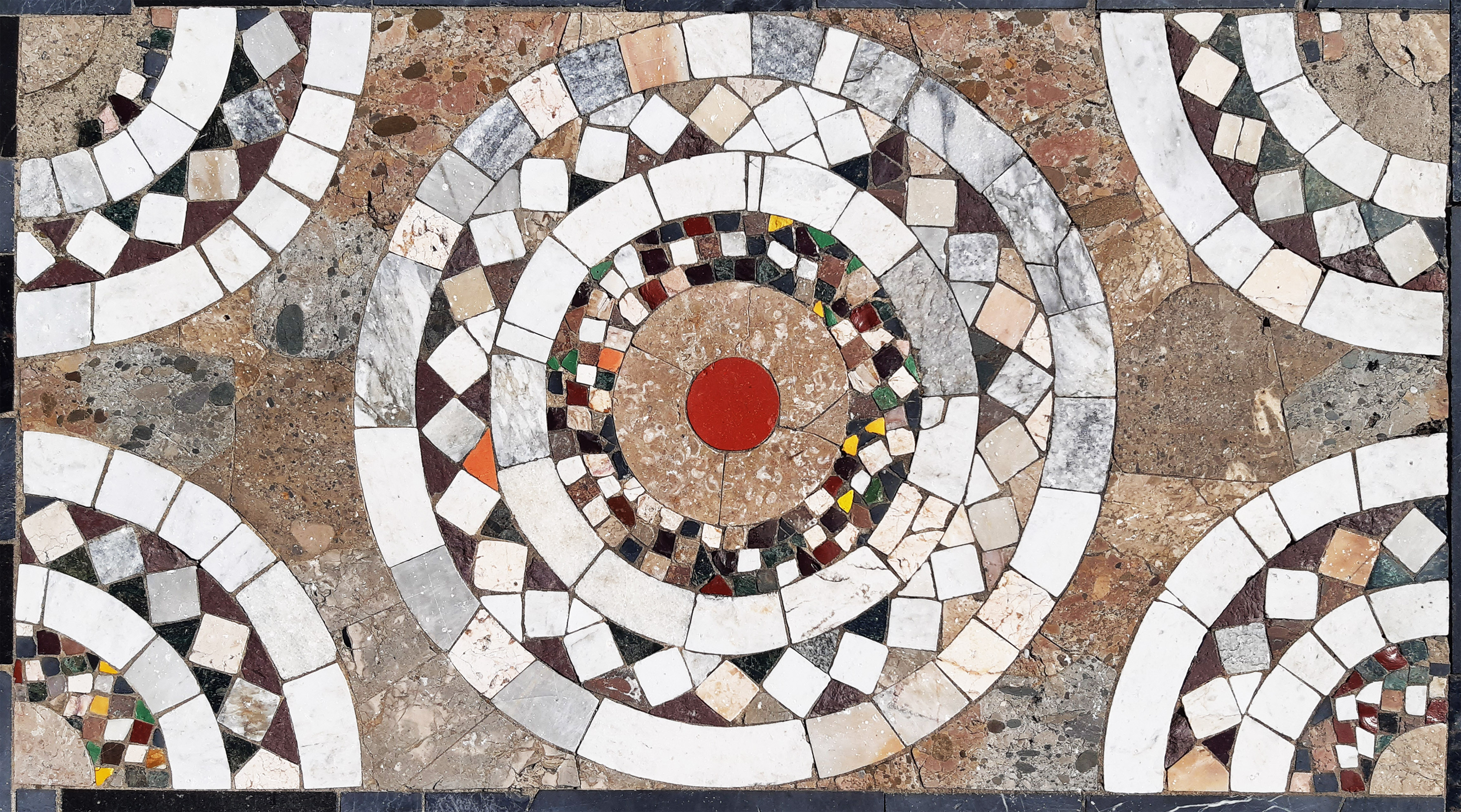
Мозаїка підлоги церкви

У період феодальної роздробленості Русі церква часто страждала від князівських міжусобиць. Так, у 1169 році Десятинну церкву пограбували війська Андрія Боголюбського, а в 1203 року — Рюрика Ростиславича. 6 грудня 1240 року орди хана Батия, захопивши Київ, зруйнували Десятинну церкву. Коли відбувалося захоплення міста монголами, в храмі ховалося населення навколишніх поселень, яке брало з собою всі свої коштовності. Є гіпотеза, що стіни храму обвалилися від ударів монгольських стінобитних машин. Також існує припущення, щодо того, що стіни обвалилися під вагою людей, що шукали прихистку на даху та конструкціях споруди. Можливо церква могла бути не дуже добре збудована. Археологічні дослідження показали, що у XII столітті частина її стін була перекладена. Деякі дослідники припускають, що на момент облоги церква вимагала ремонту після землетрусу.
Майже два століття вона перебувала в руїнах, на яких було збудовано невеличкий дерев'яний храм Миколи Десятинного. Деякі, вцілілі на той час, частини храму були використані для будівництва римо-католицького кафедрального костелу на Подолі.
У «Списку міст руських далеких і близьких» (1390-ті) вказується, що «святая Богородиця десятинная, камена, была о полутретьятцати версѣх».

## Дослідження та реконструкції

### XVII—XVIII століття
Розкопки руїн храму почалися в 30-х роках XVII століття з ініціативи митрополита Петра Могили. Біля однієї із вцілілих прибудов було влаштовано невелику церкву на пам'ять по зруйнованій святині. У ній зберігалася візантійська ікона Святого Миколая, привезена з Корсуня князем Володимиром.

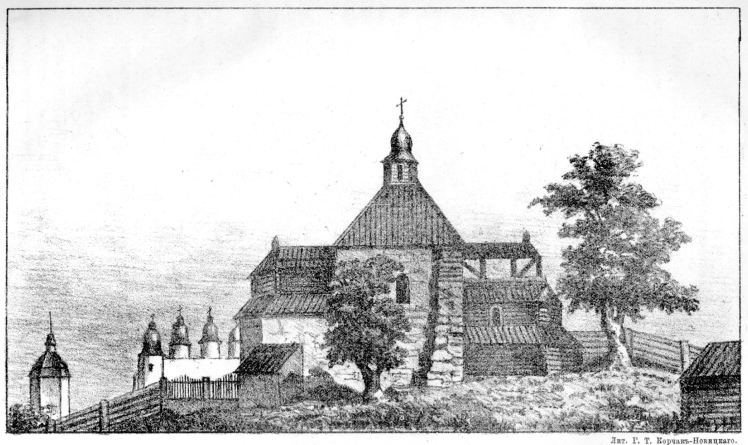
Церква, відновлена митрополитом Петром Могилою

Пізніше Петро Могила знайшов у руїнах саркофаг князя Володимира і його дружини Анни. Череп князя поклали в церкві Преображення Господнього (Спаса) на Берестові, потім його перенесли до Успенської церкви Києво-Печерської лаври. Кість і щелепу передали до Софійського собору. Все інше знову поховали. За заповітом Петро Могила залишав на відновлення Десятинної церкви тисячу золотих.
1758 року церква потребувала відбудови, яку було проведено за наглядом монахині Флорівського монастиря Нектарії Долгорукої. Знову знайшли й перепоховали саркофаги.

### XIX століття

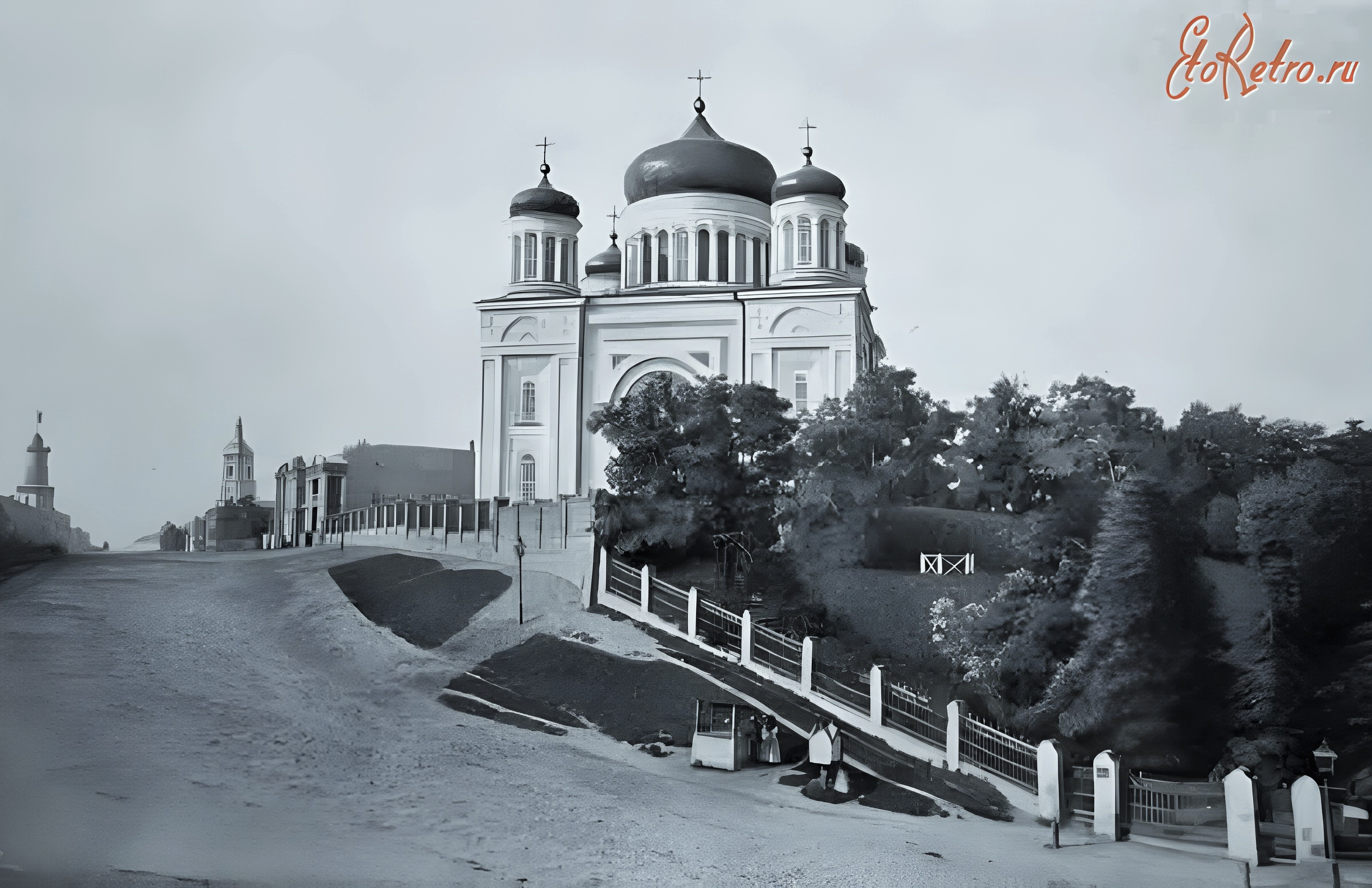
Нова Десятинна церква, побудована у 1842 році

1803 року на плані міста архітектора Андрія Меленського церкву відображено під назвою «Кам'яна церква на честь чудотворця Миколая звана Десятинною». 1824 року митрополит Євгеній Болховітінов доручив розчистити фундамент Десятинної церкви археологу К. А. Лохвицькому, а 1826 року — Єфимову. Були знайдені залишки мармуру, мозаїки, яшми та поховання, зокрема саркофаг «княгині Ольги». Розкоп залишили без охорони і його почали розкрадати. 2 серпня 1828 освятили початок будівництва нової церкви на тому ж місці. За конкурсом, в якому також брав участь А. Меленський, будівництво нової церкви доручили петербурзькому архітекторові В. П. Стасову. Будівництво нового храму в імперському, візантійсько-московському стилі, що не мав нічого спільного з первісною будовою, коштувало понад 100 тисяч рублів золотом. Іконостас склали з копій ікон іконостасу Казанського собору в Санкт-Петербурзі, створених художником Володимиром Боровиковським. 15 липня 1842 року нову Десятинну церкву Різдва Пресвятої Богородиці освятили митрополит Київський Філарет, архієпископ Житомирський Никанор і єпископ Смоленський Йосип.
Декілька цеглин Десятинної церкви було закладено 31 липня 1837 року у фундамент Червоного корпусу Київського університету, що мало символізувати зв'язок Київського університету Св. Володимира з просвітницьким спадком князя Володимира як Хрестителя Русі.

### XX століття

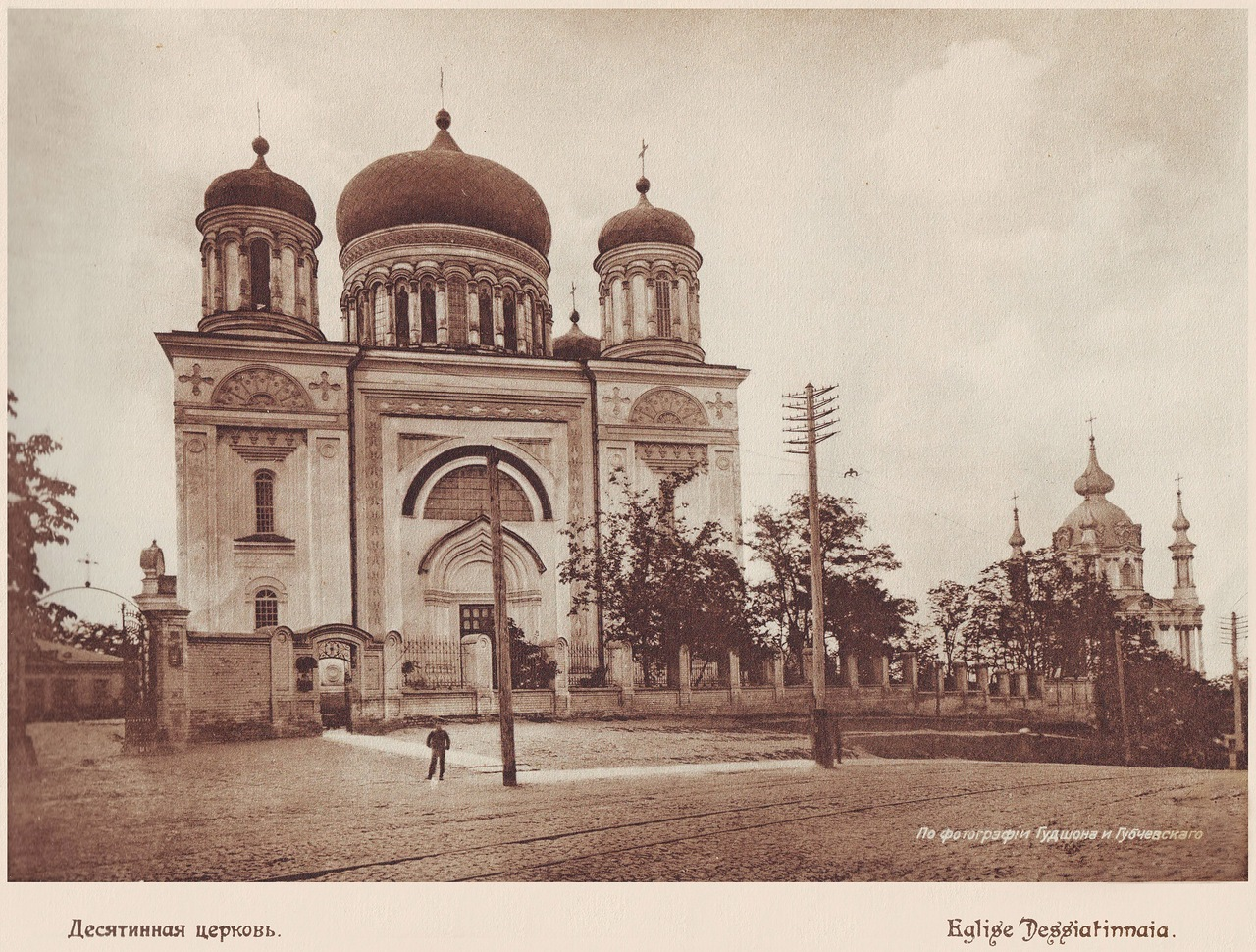
Церква у 1911 році

Фундамент Десятинної церкви

1928 року церкву, збудовану на фундаменті Десятинної церкви у ХІХ ст., було знесено комуністичною диктатурою в рамках антирелігійної кампанії. У 1938—1939 роках експедиція Інституту історії матеріальної культури АН СРСР під керівництвом Михайла Каргера провела фундаментальне вивчення залишків всіх частин Десятинної церкви. Під час розкопок віднайшли фрагменти мозаїкової підлоги, фрескового й мозаїчного прикрашення храму, кам'яні гробниці, залишки фундаментів і подібне. Поруч з Десятинною церквою були знайдені руїни князівських палаців й помешкань бояр, а також ремісничі майстерні й численні поховання IX—X століття. Археологічні знахідки зберігаються в заповіднику Софійський музей, в Національному музеї історії України.
Збережені під землею фундаменти первісної Десятинної церкви свідчать про те, що будова була тринавна, з широким оперізуванням навколо, проміжного характеру між базилікою і центральним типом. План і врятовані деталі свідчать про мистецтво Херсонеса і ранню добу візантійського стилю.
26 листопада 1996 року Національний банк України ввів в обіг дві ювілейні монети «Десятинна церква» зі срібла та мідно-нікелевого сплаву, присвячені 1000-річчю з часу спорудження Десятинної церкви в Києві — першого кам'яного храму Київської Русі.

### XXI століття

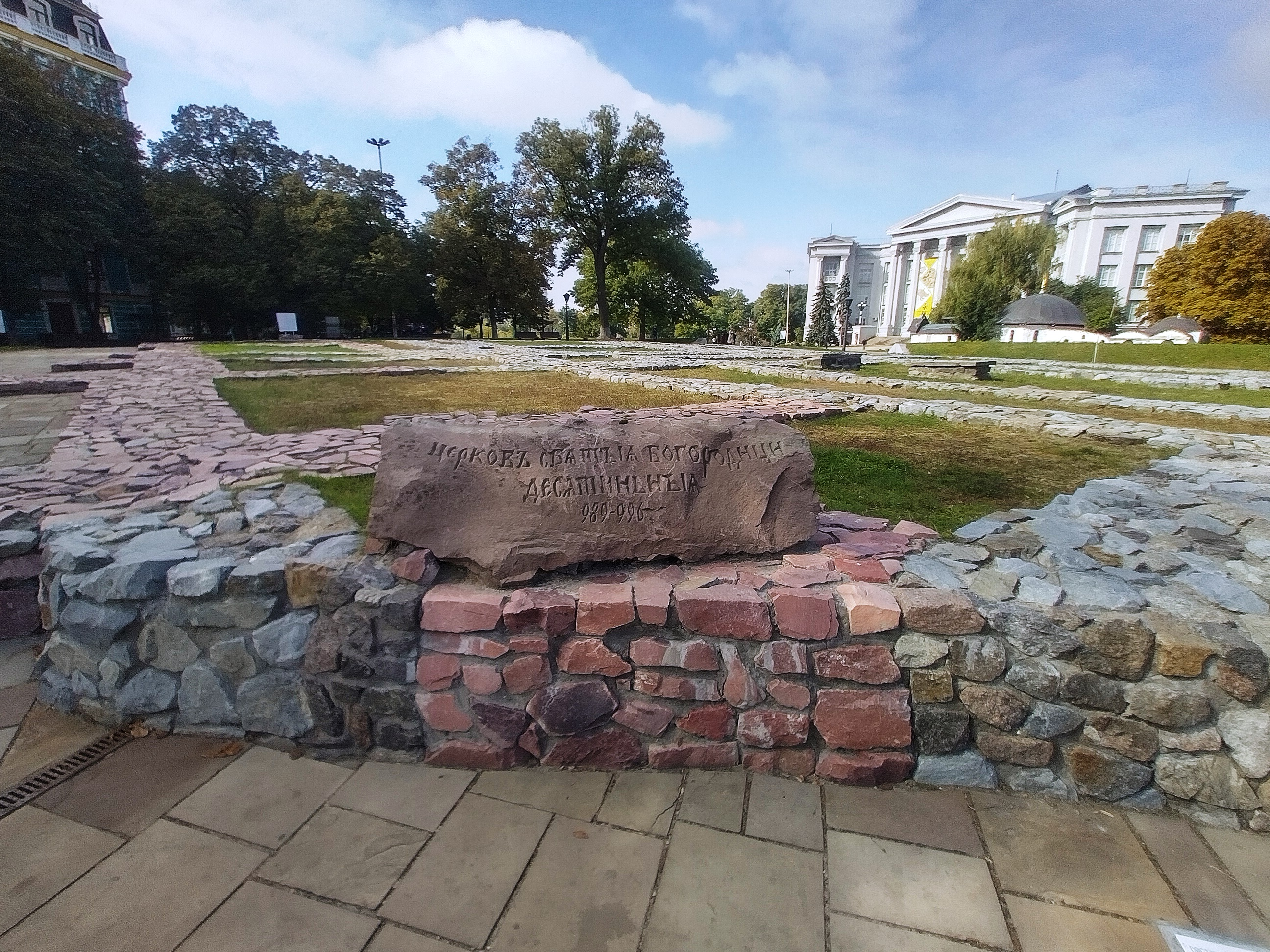
Фундамент Десятинної церкви

У 2005—2011 рр. Володимирській загін архітектурно-археологічної експедиції Інституту археології НАН України під керівництвом Гліба Івакіна спільно з дослідниками зі Львова (Інститут українознавства ім. І. Крип'якевича) та Санкт-Петербурга (Ермітаж) та за допомоги студентів історичних факультетів України проводив археологічні дослідження фундаментів Десятинної церкви на глибині близько 2-х метрів та частини оборонного рову з залишками дерев'яних конструкцій. Незважаючи на відсутність фінансування, археологічні дослідження не припинялися 6 років.

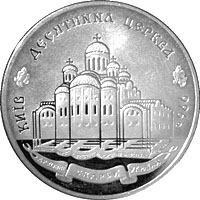
Ювілейна монета, присвячена 1000-річчю з часу спорудження церкви

У серпні 2021 року в Національному музеї історії України відкрилася виставка, що представила понад 1000 знахідок з території Десятинної церкви: будівельні матеріали, деталі декору, фрагменти фресок та мозаїк, бронзовий дзвін, побутове та культове приладдя, візантійський процесійний хрест, речі з таємного сховища під церквою, залишки одного із вцілілих князівських поховань ХІ ст. Також експонувалися знахідки з дохристиянського могильника, на якому була зведена церква..

## Плани відбудови
3 лютого 2005 року тодішній Президент України Віктор Ющенко дав завдання Київській міській державній адміністрації відновити Десятинну церкву, для чого передбачалося виділити з бюджету близько 90 млн гривень.